# Radikal 139
Radikal 139 mit der Bedeutung „Farbe“ ist eines von 29  der 214 traditionellen Radikale der chinesischen Schrift, die mit sechs Strichen geschrieben werden.
Mit 3 Zeichenverbindungen in Mathews’ Chinese-English Dictionary gibt es nur sehr wenige Schriftzeichen, die unter diesem Radikal im Lexikon zu finden sind. Und selbst im 40.000 Zeichen umfassenden Kangxi-Wörterbuch gibt es nur 21 Schriftzeichen, die unter diesem Radikal zu finden sind.
Das Radikal „Farbe“ nimmt nur in der Langzeichen-Liste traditioneller Radikale, die aus 214 Radikalen besteht, die 139. Position ein. In modernen Kurzzeichen-Wörterbüchern kann es sich an ganz anderer Stelle finden. Im Neuen chinesisch-deutschen Wörterbuch aus der Volksrepublik China steht es zum Beispiel an 27. Stelle unter einem ganz anderen Radikal.
Einige Gelehrte halten das Schriftzeichen 色 für einen Mann mit Siegel. Wie das Siegel aufs Papier prägt, so drückt die Farbe des Gesichts Gefühle und Empfindungen aus. Der Radikal steht für Farbe im Allgemeinen, aber auch für die Leidenschaft, die die Gesichtsfarbe der Liebenden verändert.
In Schriftzeichenverbindungen wird das Zeichen stets rechts geschrieben.

## Schriftzeichenverbindungen, die vom Radikal 139 regiert werden
| Striche | Zeichen |
| ------- | ------- |
| +0      | 色      |
| +04     | 艳      |
| +05     | 艴      |
| +08     | 艵      |
| +13     | 艶      |
| +18     | 艷      |

 Im Unicodeblock Kangxi-Radikale ist das Radikal 139 unter der Codepointnummer 12.170 (U+2F8A) codiert.